# Oedichira
Oedichira är ett släkte av skalbaggar. Oedichira ingår i familjen Melolonthidae.
Kladogram enligt Catalogue of Life:
| Oedichira | \| \| Oedichira crassimana \| \| \| \| \| \| Oedichira pachydactyla \| \| \| \| |
|           | \| \| Oedichira crassimana \| \| \| \| \| \| Oedichira pachydactyla \| \| \| \| |
|           | Oedichira crassimana                                                            |
|           |                                                                                 |
|           | Oedichira pachydactyla                                                          |
|           |                                                                                 |